# 847-es busz
A 847-es számú regionális autóbusz Esztergom és Pilisvörösvár között közlekedik Csolnokon át. A járatot a Volánbusz üzemelteti.